# مؤسسة حجي احمد (ملاثاني)
مؤسسة حجي احمد (بالإنجليزية: Moasseseh-ye Hajj Ahmad)‏ هي منطقة سكنية تقع في إيران في قسم ملاثاني الريفي. يقدر عدد سكانها بـ 19 نسمة.